# 동두천꿈나무정보도서관
동두천꿈나무정보도서관은 경기도 동두천시 소재의 도서관이다.

## 연혁
- 2003년 6월 9일 건립추진 계획수립
- 2004년 6월 28일 공사 착수
- 2005년 7월 7일 공사준공
- 2005년 9월 14일 꿈나무정보도서관 개관

## 시설현황
- 3층: 디지털자료실, 시네마천국
- 2층: 꿈나무자료실
- 1층: 꼬맹이방
- 지하1층: 세미나실

## 이용 안내
- 이용시간: 매일 오전 9시~오후 6시
- 휴관일: 매주 금요일 및 법정 공휴일, 설날, 추석